# Shaham Joyce
Shaham Joyce (* 18. November 1978 in Fort Carson, Colorado) ist ein US-amerikanischer Popsänger. Bekannt wurde er 2001 als einer der Sänger der deutschen R’n’B-Gruppe Bro’Sis.

## Geschichte
Da Shaham Joyce’ Vater Billy Joyce bei der US-Armee in Heidelberg stationiert war, wuchs er in Fort Carson und in Heidelberg auf. Shaham Joyce verließ die neunte Klasse des Gymnasiums Wiesloch und begann eine Friseurlehre, die er jedoch nach zwei Jahren abbrach. Er war Mitglied bei den Bands Locos und Me and the Heat, einer Walldorfer Session-Band.
Joyce bildete ab 2001 zusammen mit Giovanni Zarrella, Hila Bronstein, Ross Antony, Faiz Mangat und Indira Weis die Band Bro’Sis, die aus der zweiten Staffel der Casting-Show Popstars hervorging. Aufgrund Joyce’ zu Beginn großer Popularität erschien Anfang 2002 die Single Bodyrock, die Joyce schon zuvor aufgenommen hatte. Die Single schaffte es auf Platz 11 der deutschen Charts. Die Band Bro’Sis löste sich endgültig Anfang 2006 auf. Danach trat Joyce mit Snagga Puss und Daddy Freddy auf und nahm mit ihnen den Song Girls dem auf. Zusammen mit dem damaligen Keyboarder von Locos gründete Joyce 2005 die Band Da Loc. Das gemeinsam aufgenommene Album wurde jedoch nie veröffentlicht, da sich die Band aufgrund persönlicher Differenzen wieder auflöste.
Kurz darauf zog er nach Hamburg um, wo er zusammen mit seiner 2008 geehelichten Frau und seiner gemeinsamen Tochter (* 2008) lebt. Joyce ist auf zwei Songs des Albums Up Again von Tuklan zu hören. Als Rapper fungiert er bei dem Stück Opachki der russischen Band Brigada United. Zur Bewerbung zweier Parfums nahm Joyce die Songs First Love, First Kiss und Everytime auf, die über das Internet verfügbar waren.
Am 9. Oktober 2008 war Joyce in der Sendung Jana Ina & Giovanni – Wir sind schwanger als Gast zu sehen. Im Februar 2010 castete Joyce als Jurymitglied in Zusammenarbeit mit der Arbeitsagentur und der Stage School Hamburg 36 Schulabbrecher, von denen 19 danach die Möglichkeit bekamen, ein halbes Jahr lang kostenlos in der Stage School von professionellen Trainern ausgebildet zu werden.
Seit 2013 ist Joyce Sänger in der Soul-Band Empire Statement. Daneben ist er seit 2007 Geschäftsführer eines Espresso-Geschäfts.